# Едуард Смит-Стенли
Едуард Джордж Джефри Смит-Стенли, 14-и граф Дарби (на английски: Edward George Geoffrey Smith-Stanley, 14th Earl of Derby, 29 март 1799 – 23 октомври 1869), известен още като Лорд Дарби, е британски политик и държавен деец, три пъти министър-председател на Обединеното кралство през 1852 г., от 1858 до 1859 г. и от 1866 до 1868 г.
Остава човекът, оглавявал най-дълго Консервативната партия на Великобритания (от 1848 до 1868). Въпреки трите си министър-председателски мандата (само още трима души са оглавявали кабинета три и повече пъти), общата им продължителност е под 4 години, тоест дори по-малка от мандата на много министър-председатели с един мандат.